# Châtres-sur-Cher
Châtres-sur-Cher är en kommun i departementet Loir-et-Cher i regionen Centre-Val de Loire i de centrala delarna av Frankrike. Kommunen ligger i kantonen Mennetou-sur-Cher som tillhör arrondissementet Romorantin-Lanthenay. År 2022 hade Châtres-sur-Cher 1 134 invånare.

## Befolkningsutveckling
Antalet invånare i kommunen Châtres-sur-Cher
| Referens: INSEE |